# Hilarion Brugarolas
Hilarion Brugarolas, né à Barcelone en 1901 et décédé en 1996, est un artiste peintre impressionniste espagnol. Son œuvre, marquée par un sens inné de la couleur et de la lumière, se concentre principalement sur des thèmes paysagistes et réalistes.